# Tournoi de tennis de Caroline du Sud
Le tournoi de Caroline du Sud (États-Unis) est un tournoi de tennis féminin du circuit professionnel WTA.
Cinq éditions de l'épreuve ont été organisées (en 1981, 1982 et de 1985 à 1987), dont deux remportées par deux des sœurs Maleeva (Katerina et Manuela).

## Palmarès

### Simple
| No | Date       | Nom et lieu du tournoi                 | Catégorie | Dotation | Surface      | Vainqueure       | Finaliste           | Score         |         |
| -- | ---------- | -------------------------------------- | --------- | -------- | ------------ | ---------------- | ------------------- | ------------- | ------- |
| 1  | 23-02-1981 | Avon Futures of Greenville, Greenville | Futures   | 30 000 $ | Dur (int.)   | Lena Sandin      | Roberta McCallum    | 7-5, 6-2      | Tableau |
| 2  | 22-02-1982 | Avon Futures of Carolina, Greenville   | Futures   | 40 000 $ | Dur (int.)   | Cláudia Monteiro | Jo Durie            | 6-4, 3-6, 6-4 | Tableau |
| 3  | 01-04-1985 | Seabrook, Seabrook Island              |           | 75 000 $ | Terre (ext.) | Katerina Maleeva | Virginia Ruzici     | 6-3, 6-3      | Tableau |
| 4  | 21-04-1986 | Wild Dunes, Charleston                 |           | 75 000 $ | Terre (ext.) | Elise Burgin     | Tine Scheuer-Larsen | 6-1, 6-3      | Tableau |
| 5  | 30-03-1987 | Wild Dunes, Charleston                 |           | 75 000 $ | Terre (ext.) | Manuela Maleeva  | Raffaella Reggi     | 5-7, 6-2, 6-3 | Tableau |

### Double
| No | Date       | Nom et lieu du tournoi                | Catégorie | Dotation | Surface      | Vainqueures                        | Finalistes                      | Score         |         |
| -- | ---------- | ------------------------------------- | --------- | -------- | ------------ | ---------------------------------- | ------------------------------- | ------------- | ------- |
| 1  | 23-02-1981 | Avon Futures of Greenville Greenville | Futures   | 30 000 $ | Dur (int.)   | Diane Desfor Jane Stratton         | Yvonne Vermaak Elizabeth Little | 6-3, 6-2      | Tableau |
| 2  | 22-02-1982 | Avon Futures of Carolina Greenville   | Futures   | 40 000 $ | Dur (int.)   | Chris O'Neil Mimi Wikstedt         | Shannon Gordon Kim Steinmetz    | 3-6, 6-3, 6-4 | Tableau |
| 3  | 01-04-1985 | Seabrook Seabrook Island              |           | 75 000 $ | Terre (ext.) | Svetlana Cherneva Larisa Savchenko | Elise Burgin Lori McNeil        | 6-1, 6-3      | Tableau |
| 4  | 21-04-1986 | Wild Dunes Charleston                 |           | 75 000 $ | Terre (ext.) | Sandra Cecchini Sabrina Goleš      | Laura Arraya Marcela Skuherská  | 4-6, 6-0, 6-3 | Tableau |
| 5  | 30-03-1987 | Wild Dunes Charleston                 |           | 75 000 $ | Terre (ext.) | Laura Arraya Tine Scheuer-Larsen   | Mercedes Paz Candy Reynolds     | 6-4, 6-4      | Tableau |